# Незаконне вторгнення
Незаконне вторгнення (англ. Unlawful Entry) — американський психологічний трилер 1992 року режисера Джонатана Каплана.

## Сюжет
Подружжя Карен і Майкл Карр живуть собі тихо-мирно разом з улюбленим пухнастим котом і нікого не чіпають. Будинок — фешенебельний, район — спокійний. Принаймні, так запевняли Каррів, коли вони купували особняк. Одного разу вночі в будинок вдерся здоровило-грабіжник, і Майклу довелося захищати дружину і житло за допомогою ключки для гольфу.